# Lotniskowa straż pożarna
Lotniskowa Straż Pożarna – zawodowa, umundurowana straż pożarna działająca na terenie portów lotniczych.

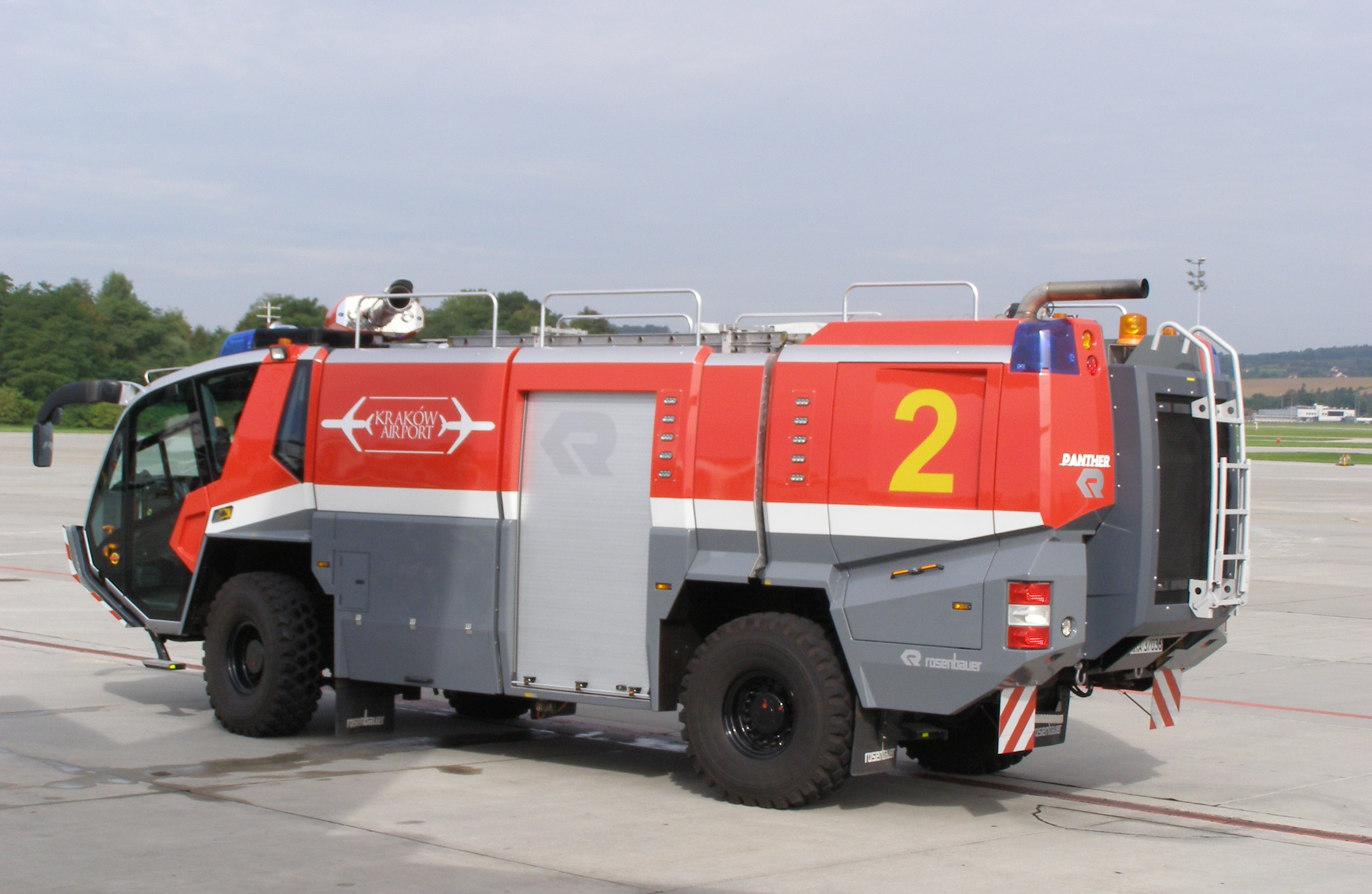
Wóz bojowy straży pożarnej lotnisku Kraków-Balice

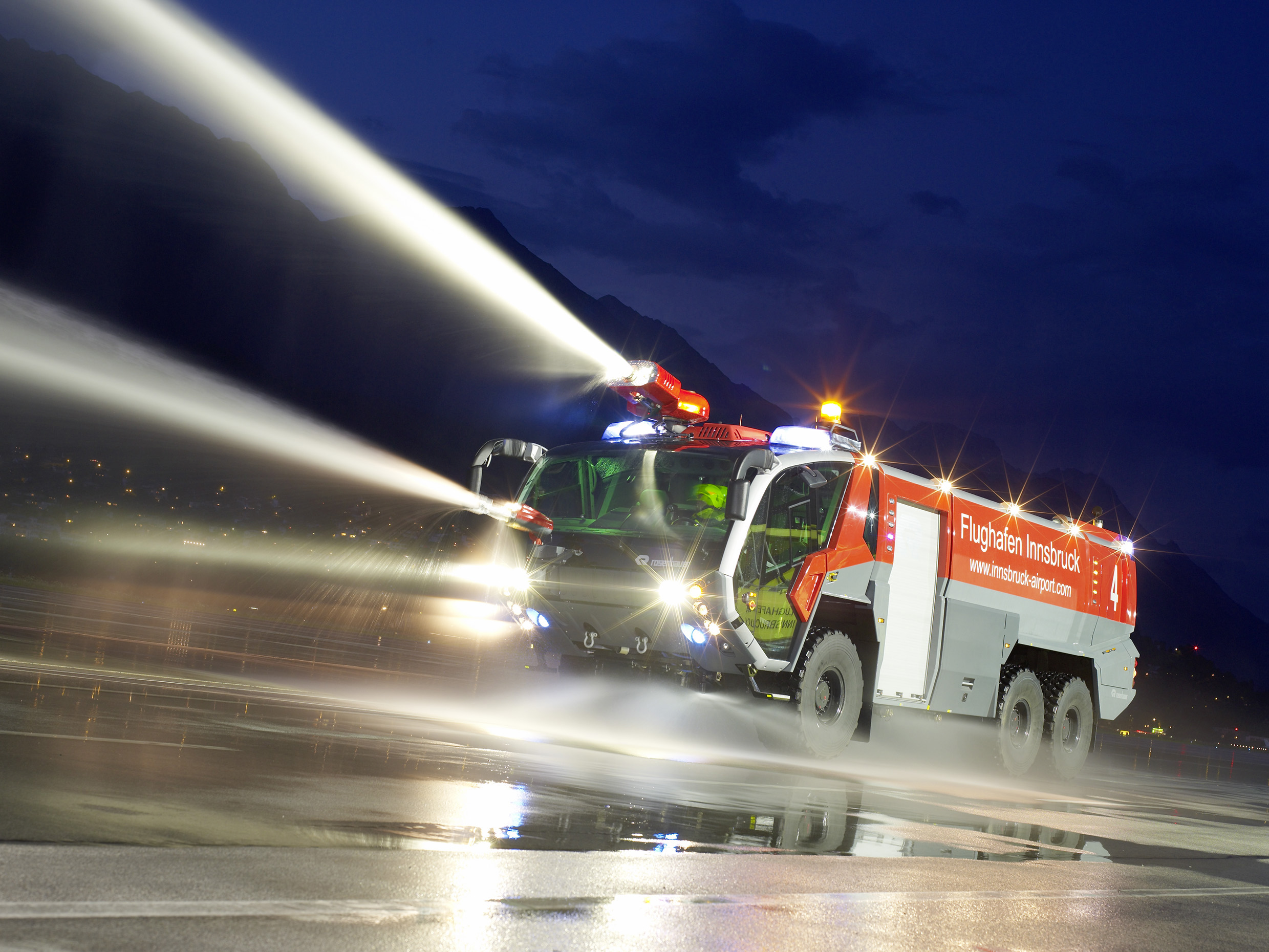
Samochód pożarniczy Rosenbauer Panther

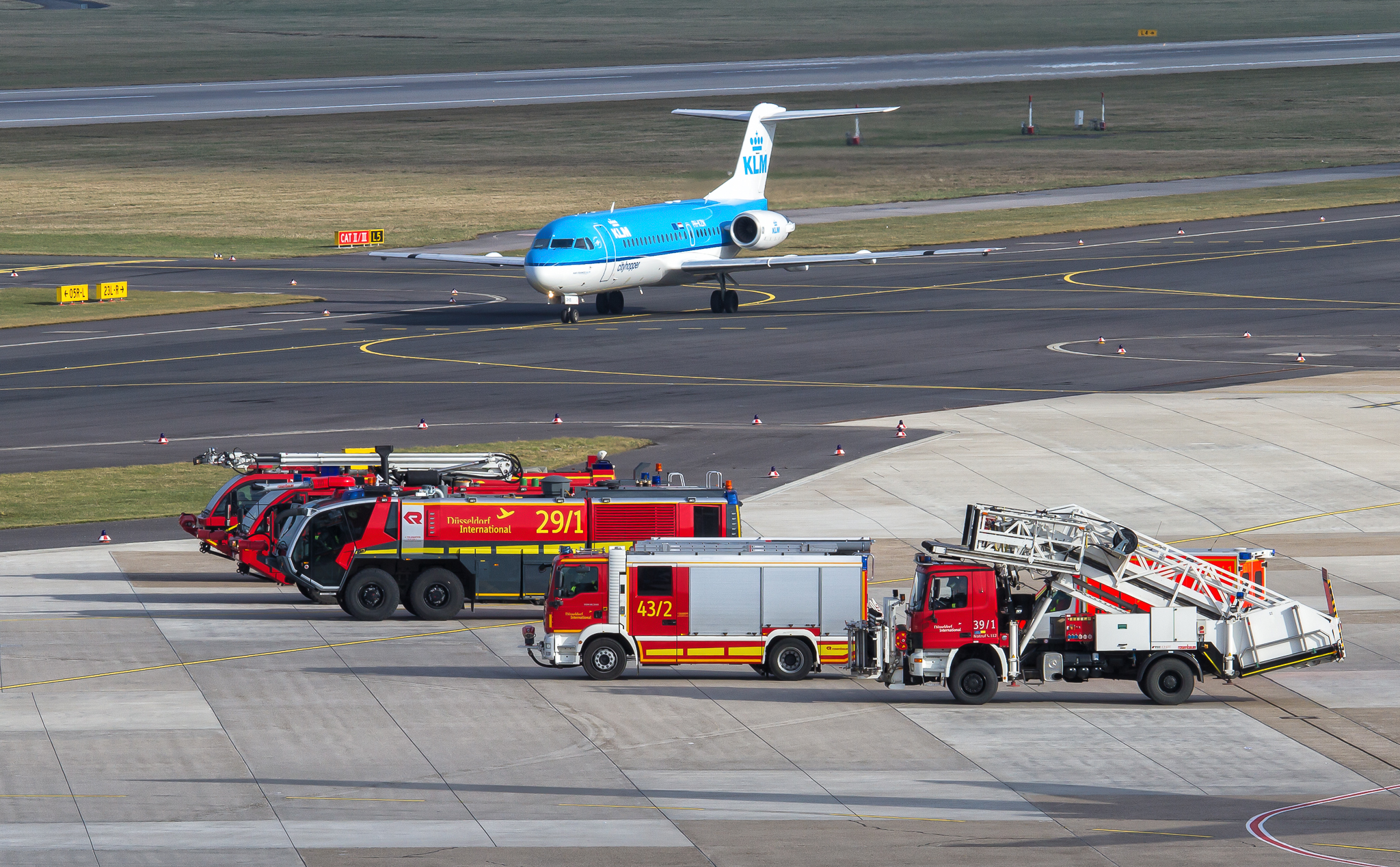
Lotniskowe pojazdy pożarnicze na lotnisku w Düsseldorfie

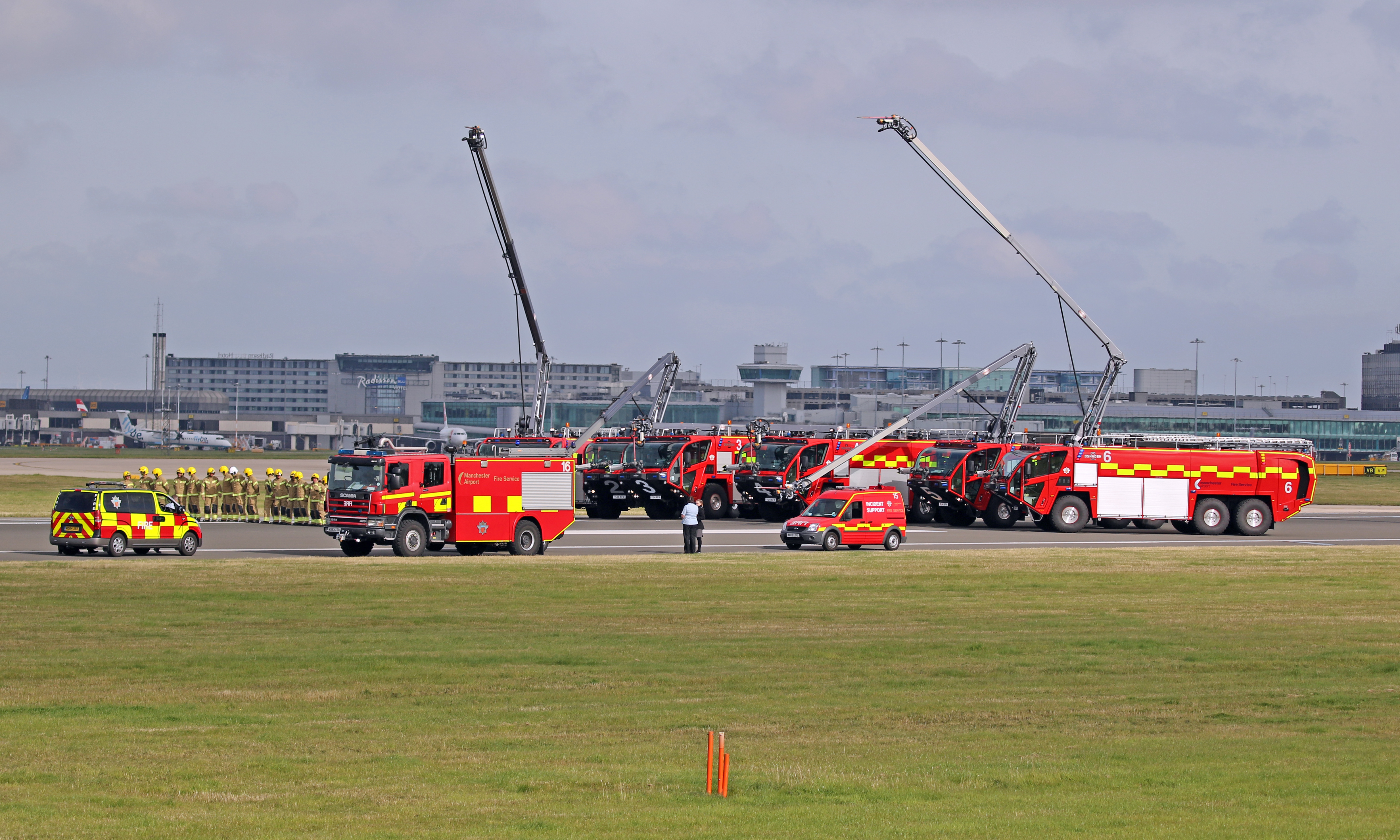
Lotniskowa straż pożarna w Manchester

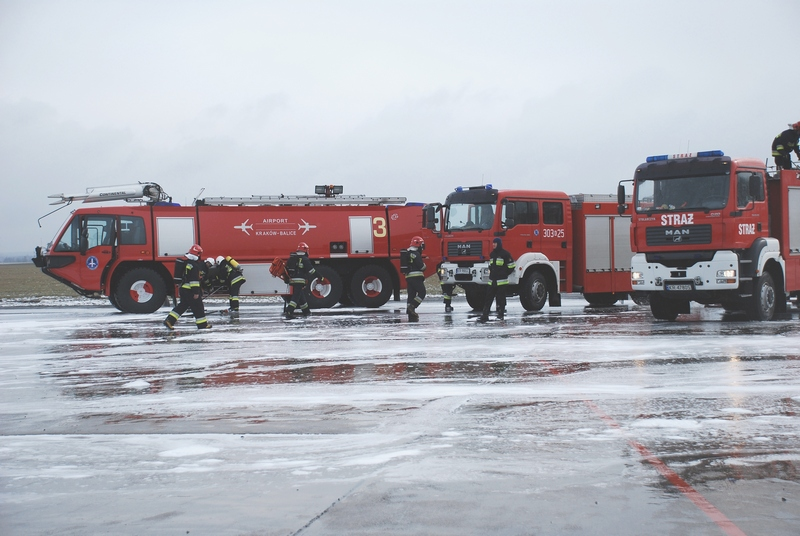
Polscy strażacy lotniskowej straży pożarnej na lotnisku w Krakowie

## Formacja
Jest to rodzaj zakładowej straży pożarnej. Działają i bazują na terenach portów lotniczych oraz lotniczych baz wojskowych. Teren działania LSP obejmuje rejon operacyjny lotniska oraz obszar wokół niego. Wielkość obszaru zależny od kategorii danego lotniska, np. w przypadku lotniska certyfikowanego wyznacza się obszar wokół lotniska w promieniu 8km. W Polsce Lotniskowe Służby Ratowniczo-Gaśnicze działają w strukturach organizacyjnych Przedsiębiorstwa Państwowego „Porty Lotnicze”. Lotniskowa Służba Ratowniczo-Gaśnicza Międzynarodowego Portu Lotniczego Balice w Krakowie jako pierwsza została włączona do ogólnopolskiego Krajowego Systemu Ratowniczo-Gaśniczego.

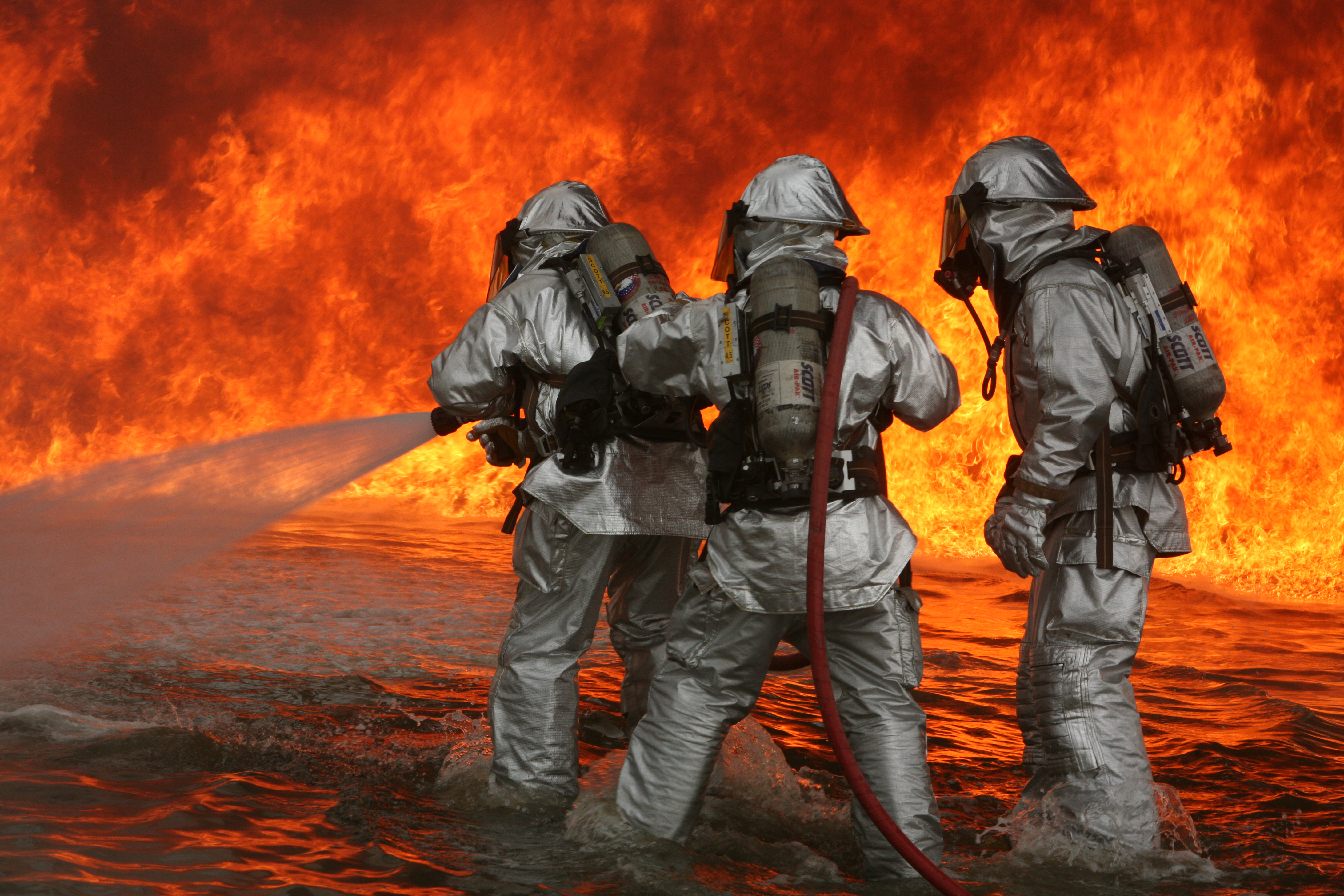
Ćwiczenia strażaków w amerykańskiej lotniczej bazie wojskowej w San Diego

## Zadania
Do podstawowych zadań lotniskowej straży pożarnej należą:
- udział w akcjach ratowniczo-gaśniczych w rejonie operacyjnym lotniska,
- prowadzenia akcji ratunkowych w przypadkach wypadku lotniczego ewakuacji pasażerów i załogi statku powietrznego,
- gaszenia pożarów obiektów i urządzeń portu lotniczego,
- podjęcia akcji w przypadku zagrożenia statku powietrznego,
- usuwanie i neutralizacja rozlewisk substancji ropopochodnych (np. paliwa lotniczego),
- zabezpieczenie przeciwpożarowe w czasie tankowania samolotów,
- realizacja procedur wynikających z wykonywania operacji lotniczych przy ograniczonej widzialności oraz w przypadku awaryjnego ladowania

- zabezpieczenie przeciwpożarowe lotniska i prowadzenie działań profilaktycznych.

## Wyposażenie
Międzynarodowe przepisy Organizacji Międzynarodowego Lotnictwa Cywilnego wymagają, aby pierwsze lotniskowe pojazdy pożarnicze docierały do każdego miejsca zdarzenia na lotnisku w czasie krótszym niż 3 minuty.
Dlatego lotniskowa straż wyposażona jest w specjalistyczne pojazdy: szybkie samochody pożarnicze, które mogą osiągać prędkości jazdy dochodzące do 160 km/h, specjalne pojazdy gaśnicze wyposażone w podnośnik z lancą do przebijania kadłubów samolotów i gaszenia pożarów wewnątrz samolotów, ciężkie samochody gaśnicze umożliwiające gaszenie płonącego paliwa, gdyż obecnie samoloty pasażerskie posiadają zbiorniki o dużej pojemności np. Airbus A320 ma zbiorniki paliwa o pojemności 29 680 l a Boeing 747 może zabrać nawet 243 120 l.
Lotniskowa straż pożarna zazwyczaj wyposażona jest w:
- samochody szybkiej interwencji mogące rozwijać szybkość do 160 km/h,
- ciężkie samochody pożarnicze wodno-pianowe do gaszenia pożarów pianą gaśniczą, które posiadają: duże zbiorniki wody o pojemnościach dochodzących do 18 000 dm³, zbiorniki na środki pianotwórcze o pojemności 2500dm³, działka wodne i pianowe o dużej wydajności dochodzącej do 9000 dm³/min,
- ciężkie samochody pożarnicze proszkowe które posiadają duży zbiornik mieszczący proszek gaśniczy o ciężarze 3000kg oraz butle ze sprężonym azotem do wyrzucania proszku przez armatki gaśnicze,
- pojazdy ratownictwa technicznego wyposażone w nożyce, rozpieracze, hydraulikę do rozcinania samochodów, piły spalinowe, elektryczne,
- samochód dowodzenia i łączności,
- samochód specjalny kontenerowy medyczny do udzielania pomocy poszkodowanym osobom,
- sprzęt do usuwania unieruchomionych statków powietrznych
- pojazdy i sprzęt dekontaminacyjny do neutralizacji skażeń.